# Joseph von Österreich

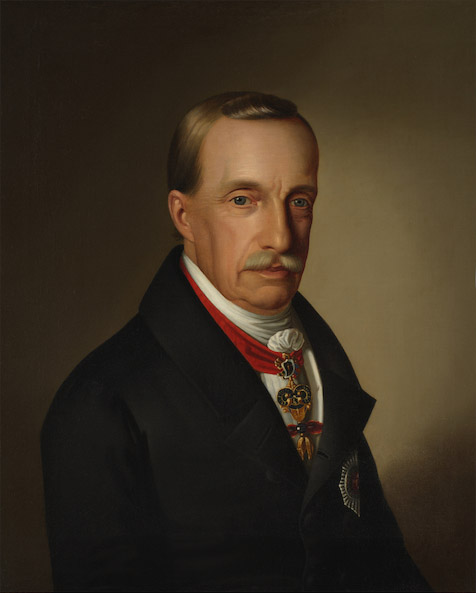
Palatin Joseph, Gemälde von Miklós Barabás, 1846

Erzherzog Joseph Anton Johann Baptist von Österreich (* 9. März 1776 in Florenz; † 13. Jänner 1847 in Ofen, heute zu Budapest) war ein Mitglied des Hauses Habsburg-Lothringen. Im Jahre 1795 wurde er Regent und ein Jahr später Palatin von Ungarn. Seine Nachkommen bilden als Linie „Erzherzog Joseph“ einen ungarischen Zweig des Hauses Habsburg-Lothringen. In Ungarn ist er als „Palatin Joseph“ (József nádor) bekannt. Erzherzog Joseph war Feldmarschall der Kaiserlich-Königlichen Armee Österreichs und Inhaber mehrerer Regimenter.

## Leben

### Abstammung und politisches Wirken

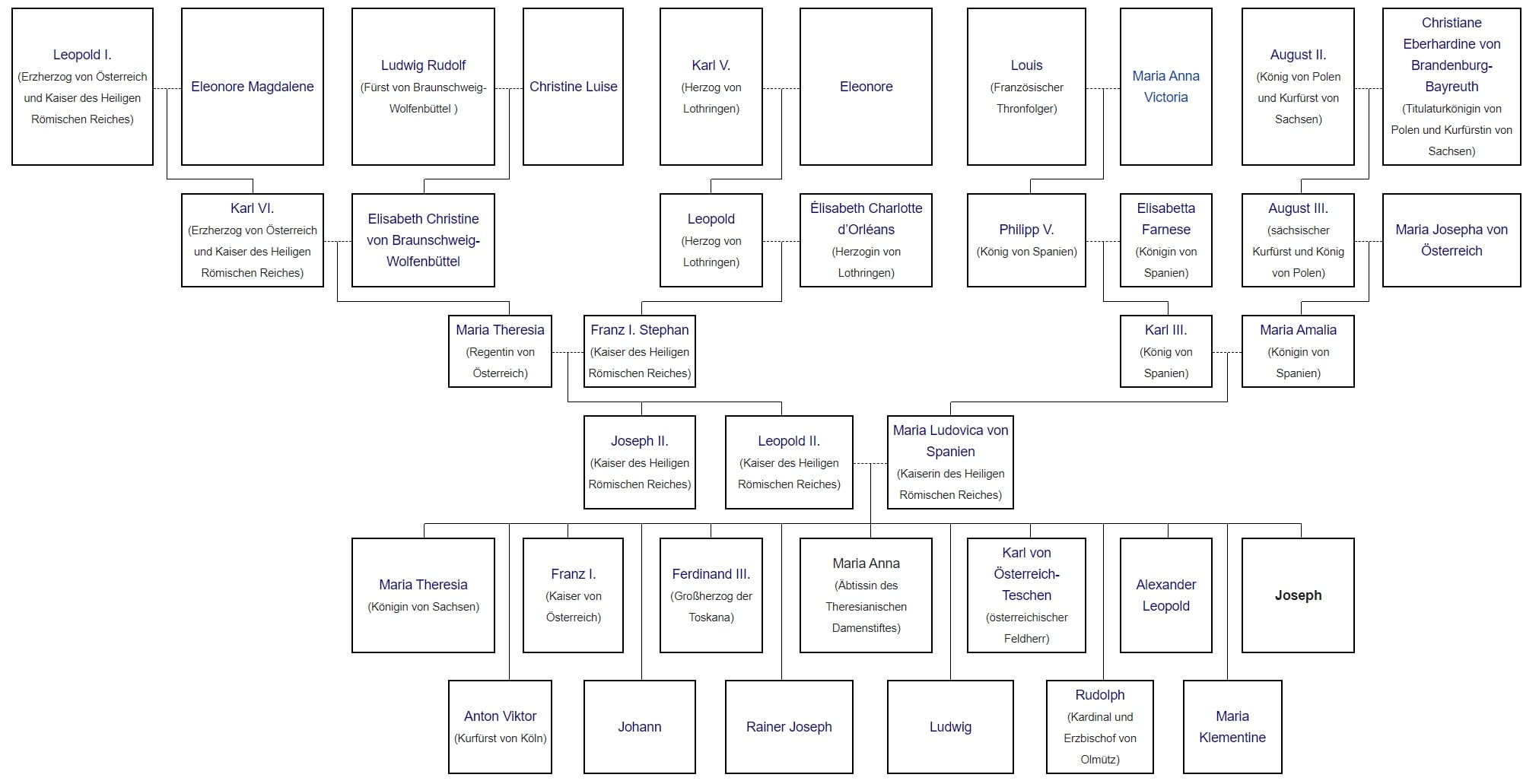
Stammbaum von Joseph

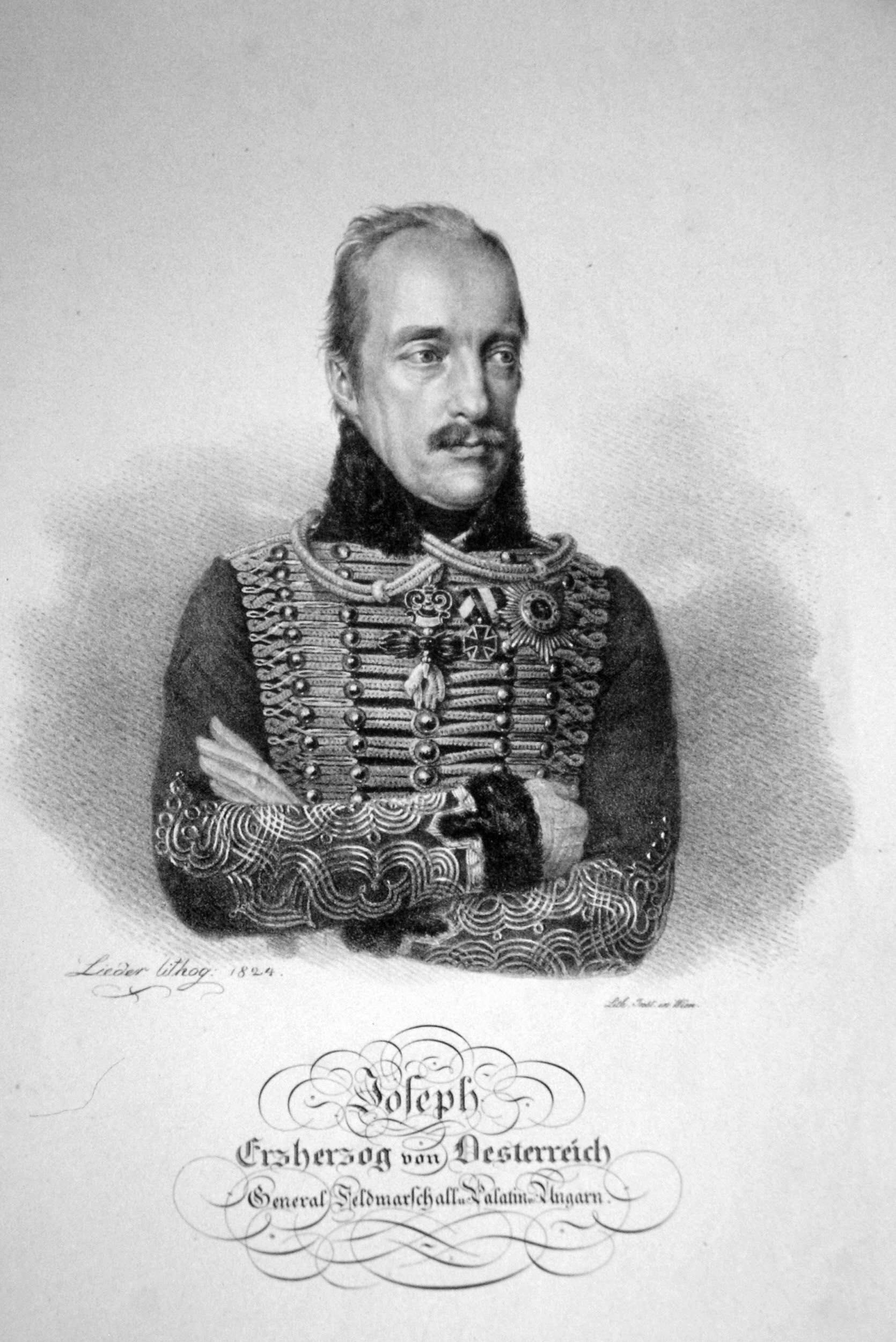
Erzherzog Joseph von Österreich, Lithographie von Friedrich Lieder, 1824

Er war der siebte Sohn von Peter Leopold, Großherzog von Toskana (1747–1792), einem Sohn von Kaiser Franz I. Stephan und Erzherzogin Maria Theresia, sowie dessen Ehefrau Maria Ludovica von Spanien (1745–1792), einer Tochter des spanischen Königs Karl III. und Prinzessin Maria Amalia von Sachsen. Seine Kindheit verbrachte er am Hof seines Vaters in Florenz. Schon als Kind beherrschte er Deutsch, Lateinisch, Französisch und Italienisch. Für seine Erziehung sorgte Graf Friedrich Manfredini.
Nach der Wahl seines Vaters zum römisch-deutschen Kaiser Leopold II. Jahre 1790 zog die Familie nach Wien um. Josephs Vater starb bereits zwei Jahre später. Nach dem Tod seines älteren Bruders Alexander Leopold von Österreich im Jahr 1795 wurde er von seinem Bruder, dem römisch-deutschen Kaiser Franz II. am 20. September 1795 zum Statthalter des zur Habsburgermonarchie gehörenden Ungarns ernannt. Gleich nach seiner Ernennung zog er nach Ofen um. Durch seine überdurchschnittliche Sprachbegabung erlernte er sehr rasch Ungarisch, wodurch er sich bei der Bevölkerung viele Sympathien erwarb. Der ungarische Landtag wählte ihn 1796 zum Palatin. Die Palatinswürde bekleidete Joseph über 50 Jahre lang, bis zu seinem Tode. Als Palatin hatte er große Verdienste am Aufschwung des wirtschaftlichen und kulturellen Lebens in Ungarn. Er war stets bemüht, die Politik des Wiener Hofes mit den Wünschen der ungarischen Stände in Einklang zu bringen.
Erzherzog Joseph förderte die ungarische Nation nicht nur kulturell, sondern auch wirtschaftlich. Seiner Initiative war es zu verdanken, dass sich Ofen und Pest zu modernen Städten entwickeln konnten (die beiden Städte wurden erst 1872 gemeinsam mit Alt-Ofen zu Budapest vereint). Er erkannte rechtzeitig die vorteilhafte Lage der beiden Städte an der Donau und förderte deren Entwicklung, so dass sich in dieser Zeit die beiden Städte zur führenden Wirtschaftsregion im gesamten Ungarn entwickeln konnten. Bereits 1805 arbeitete er gemeinsam mit dem Architekten Jósef Hild einen „Verschönerungsplan“ aus, in dem die urbane Erneuerung der beiden Städte vorgesehen war. Nach Genehmigung dieses Plans durch den Kaiser im Jahre 1808 gründete er eine unabhängige „Verschönerungs-Kommission“, der Jósef Hild vorstand und die nur dem Palatin unterstellt war. Das Wirken dieser Verschönerungs-Kommission hatte einen riesigen Bauboom zur Folge, und Pest entwickelte sich zur bedeutendsten Stadt des ungarischen Klassizismus in der ersten Hälfte des 19. Jahrhunderts. Von ungarischen Historikern wird diese Epoche der Modernisierung des Landes als „Reformzeit“ (ung. Reformkor) bezeichnet.
Beim Landtag im Jahre 1807 sprach er sich für die Gründung einer ungarischen Offiziersschule (Ludoviceum) aus. Im Jahr 1829 kaufte er aus eigenen Mitteln einen Park, worauf das neue Gebäude im klassizistischen Baustil errichtet werden konnte. Nach Fertigstellung im Jahre 1835 wurde es vom Palatin persönlich eingeweiht.

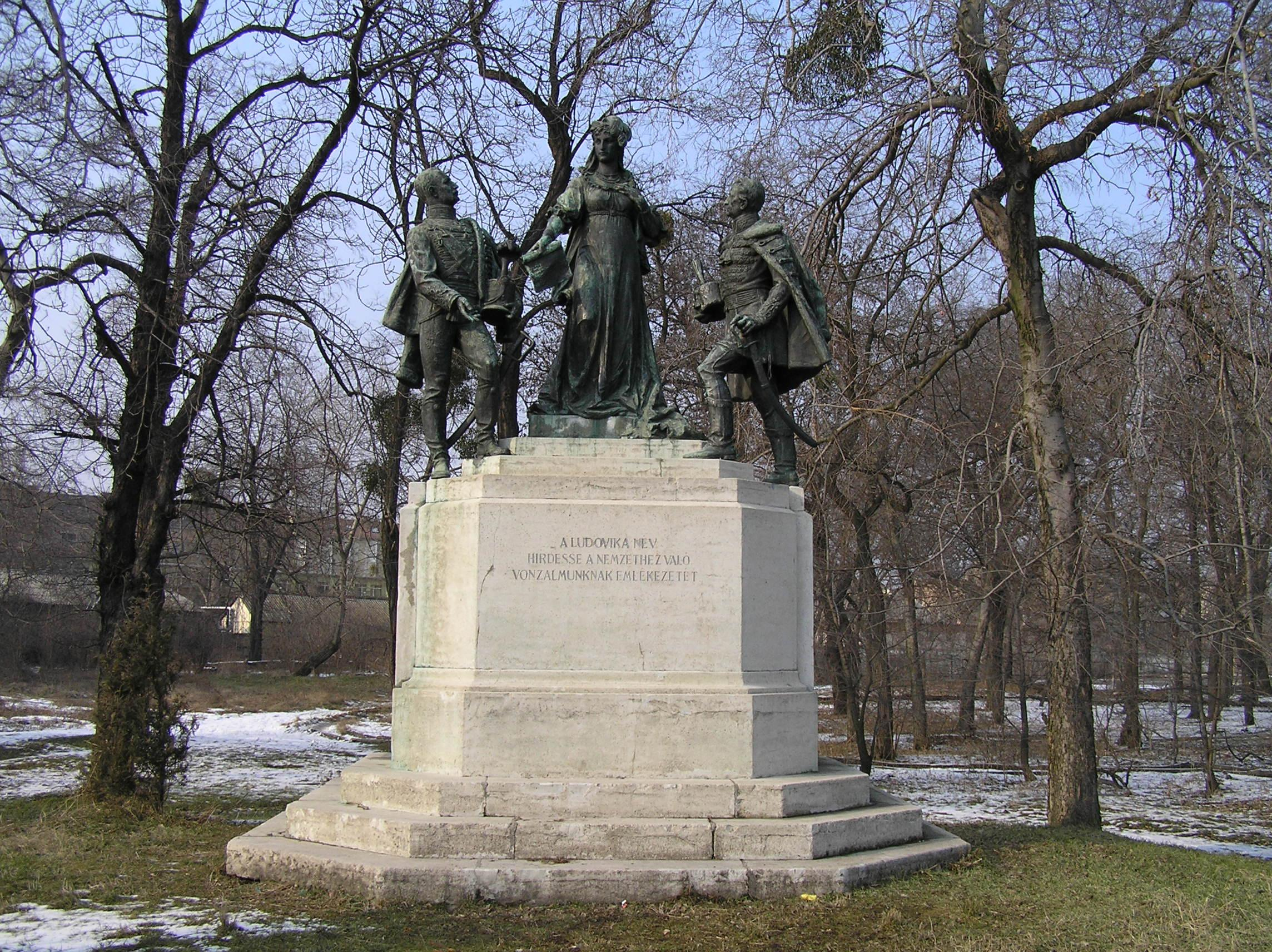
Denkmal für Maria Ludovika im Garten des Ludoviceums in Budapest. (Links Palatin Joseph, rechts Graf János Buttler)

Im Jahr 1825 rief Palatin Joseph den Landtag in Pressburg zusammen. Anlass war die Gründung der Ungarischen Akademie der Wissenschaften. Joseph steuerte einen Betrag von 10.000 Gulden C.M. (Geldwert heute rd. 280.000 Euro) aus seiner Privatschatulle bei.
1826 gründete er in Pest ein Blindeninstitut, dessen Protektor er war, und er förderte auch verschiedene Kulturinstitutionen, wie zum Beispiel die Kisfaludy-Gesellschaft zur Pflege der ungarischen Literatur.
Der Palatin erwarb die Margareteninsel, auf welcher er einen großen Park anlegen ließ, der auch heute noch besteht und öffentlich zugänglich ist.
Im März 1838 wurden die Städte Ofen und Pest von einer Überschwemmungskatastrophe heimgesucht. In dieser Zeit leitete der Palatin die Rettungsmaßnahmen. Seiner Umsicht war es zu verdanken, dass nicht noch mehr Schaden entstand.
Der aus der Kurpfalz stammende Reichsgraf und Feldmarschallleutnant Joseph Heinrich von Beckers zu Westerstetten (1764–1840) war sein langjähriger Vertrauter und Obersthofmeister.

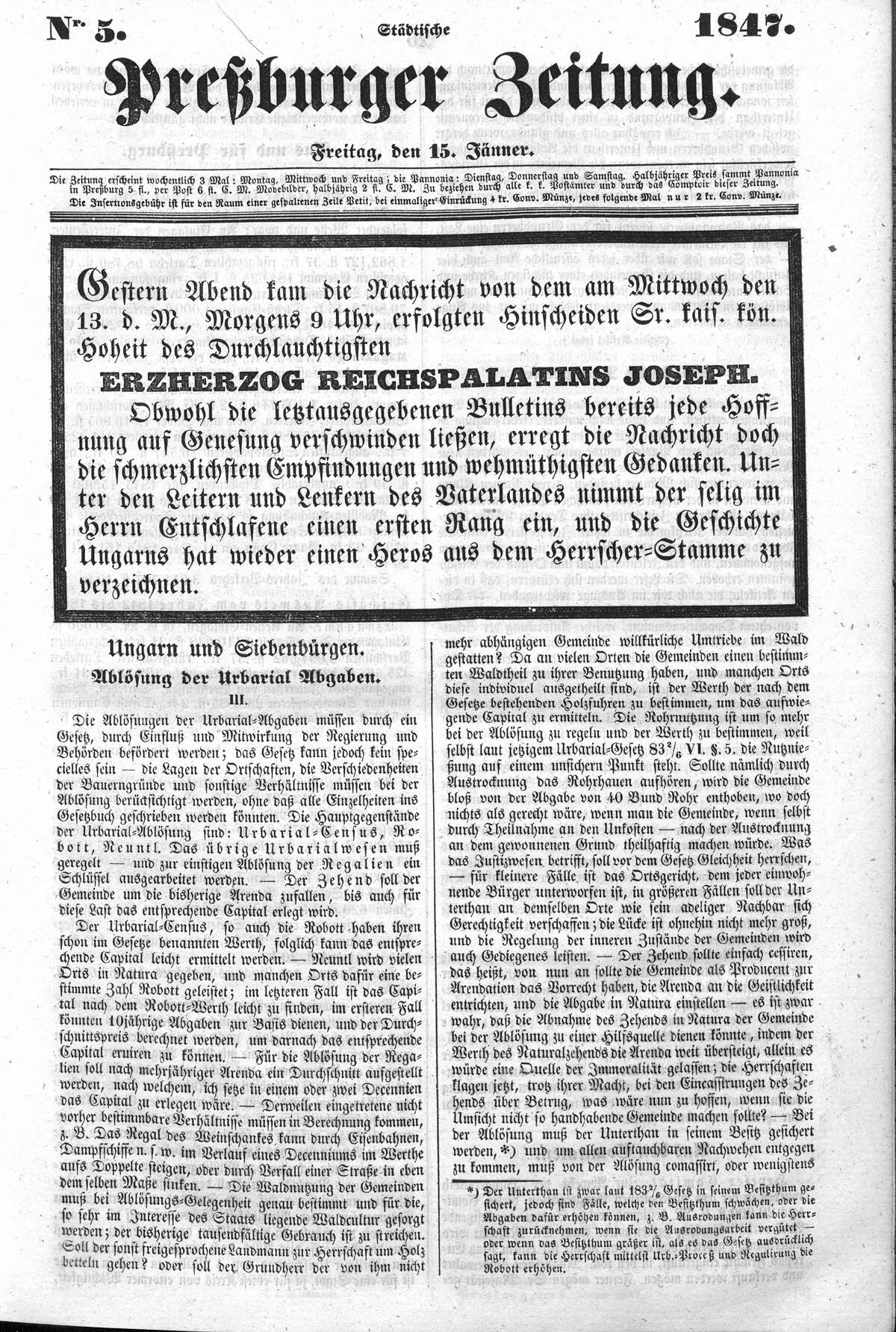
Todesnachricht von Palatin Joseph

Am 12. November 1846 wurden im gesamten Königreich Ungarn Feierlichkeiten zum 50-jährigen Jubiläum seiner Erwählung zum Palatin veranstaltet. Im königlichen Burgpalast von Ofen ließ er seine Familiengruft erbauen, in der bis 1944 die Nachkommen seiner Familie bestattet wurden. Am 3. Jänner 1847 starb Palatin Joseph auf dem Burgberg zu Ofen. Seine sterblichen Überreste wurden am 18. Jänner 1847 in der von ihm erbauten Palatinusgruft zur letzten Ruhe gebettet. Vom Kaiserhaus in Wien wurde eine sechswöchige Hoftrauer angeordnet.

### Sommerresidenz des Palatins in Alcsút

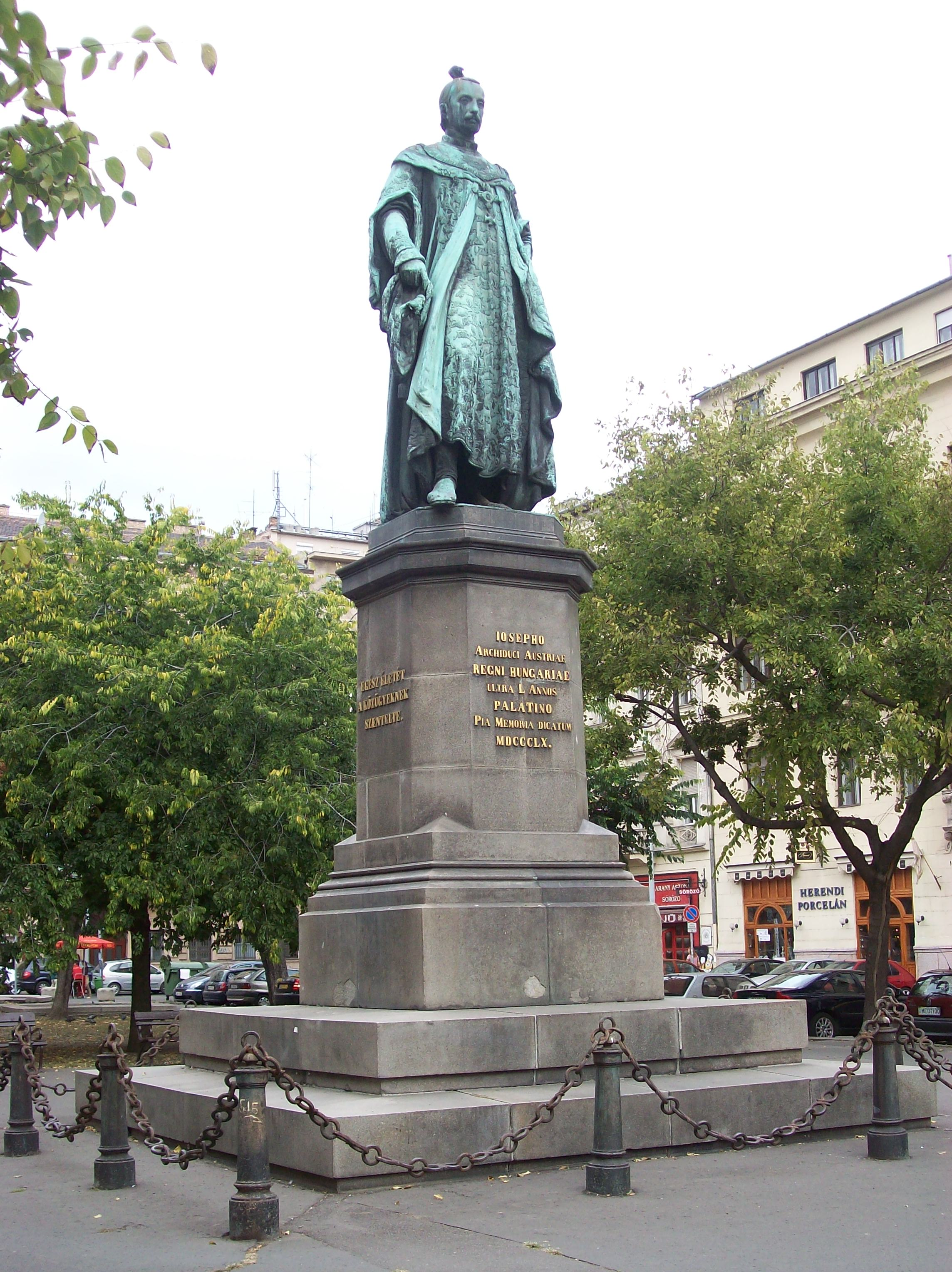
Denkmal des Erzherzogs am „Palatin-Joseph-Platz“ (József nádor tér) in Budapest.

Auf Veranlassung des Palatins wurde zwischen 1819 und 1827 das Schloss Alcsút gebaut, ein Werk des Architekten Mihály Pollack. Es diente über hundert Jahre lang als Sommerresidenz der ungarischen Linie des Hauses Habsburg. Hier richtete der Palatin eine Musterwirtschaft ein. Zum Ende des Zweiten Weltkriegs sahen sich die ungarischen Habsburger gezwungen, das Schloss zu verlassen, und flüchteten in den Westen. Danach wurde das Schloss von Einheimischen geplündert und das wertvolle Inventar ging gänzlich verloren. Nach der Besetzung Ungarns durch die sowjetische Truppen im Jahr 1945 wurde das Schloss eine Kommandantur der Roten Armee. In dieser Zeit ging das Schloss in Flammen auf, wobei auch das wertvolle Familienarchiv verbrannte. Von den Resten des Schlosses ist nur noch der Portikus erhalten geblieben.
Der ebenfalls vom Palatin angelegte Park, der das Schloss umgab, kann auch heute noch besichtigt werden. Im Park legte der Palatin ein Arboretum mit mehr als 300 verschiedenen Pflanzen an. Sein Sohn Joseph Karl Ludwig von Österreich, der naturwissenschaftlich sehr begabt war, arbeitete die Pflanzen des Arboretums wissenschaftlich auf und veröffentlichte die Ergebnisse in dem Buch Arborethum Alcusthiense (Katalog der in Alcsuter Garten gepflanzten Bäume und Sträucher), welches 1892 in Klausenburg erschien.

### Nachwirkung
In Ungarn ist der Name des Erzherzogs als József nádor, d. h. Palatin Joseph, in Erinnerung erhalten. Die ungarische Nation hat ihm viel zu verdanken. Sein ungarischer Biograf Sándor Domanovszky (1877–1955) schrieb über ihn: „Er wurde als Habsburger geboren und ist als Ungar gestorben.“ Das Denkmal des Palatins steht auch heute noch in der Innenstadt von Budapest, vor dem ungarischen Finanzministerium, auf dem Platz, der bis heute seinen Namen trägt (József nádor tér). Das Denkmal wurde 1860 von den deutschen Bildhauer Johann Halbig geschaffen.

## Familie

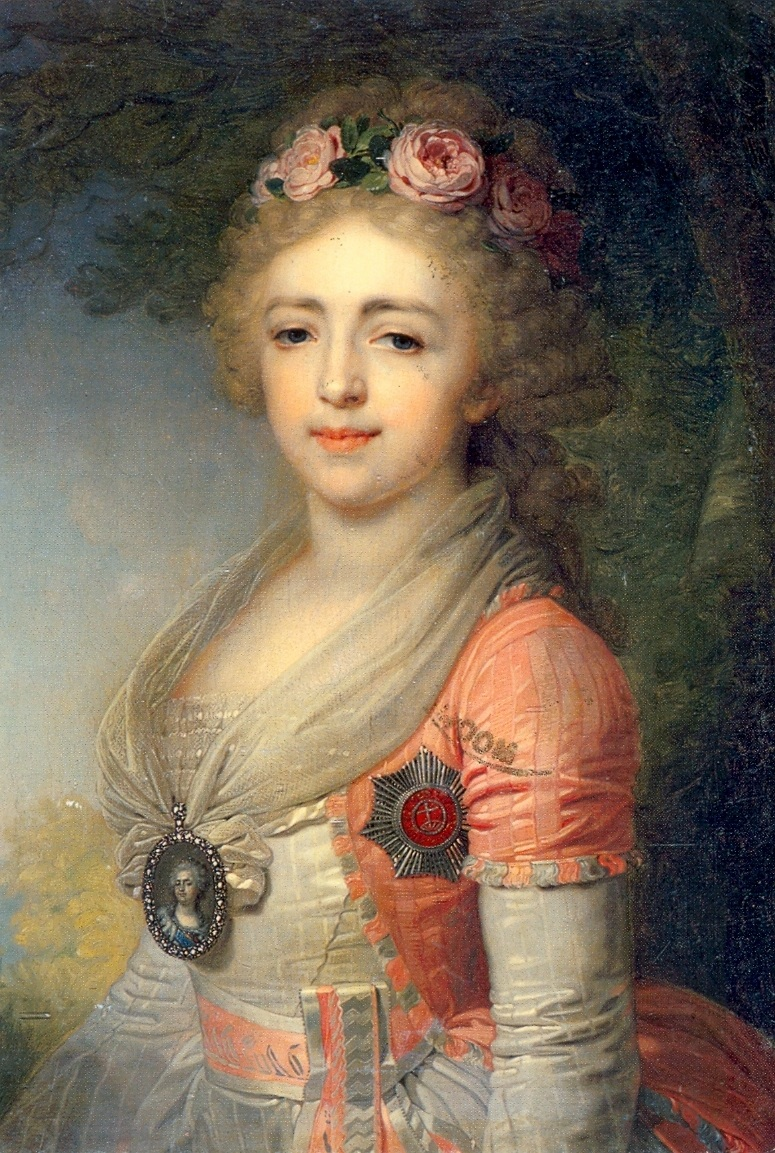
Großfürstin Alexandra Pawlowna Romanowa
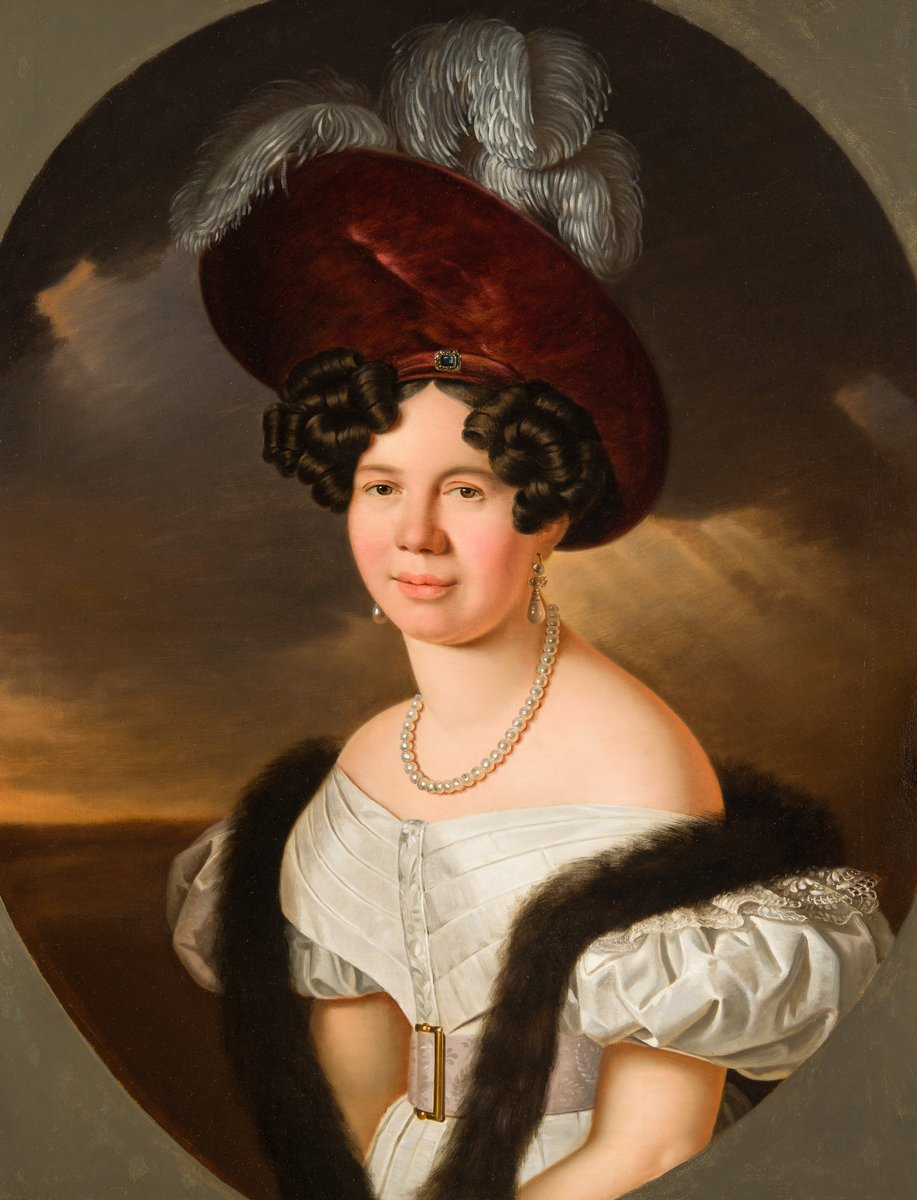
Prinzessin Maria Dorothea von Württemberg

Am 30. Oktober 1799 heiratete er in Sankt Petersburg die Großfürstin Alexandra Romanowa (1783–1801), eine Tochter des russischen Kaisers Paul I. Aus der Ehe ging eine Tochter hervor:
- Paulina (*/† 1801)

Am 30. August 1815 heiratete er in Schloss Schaumburg die Prinzessin Hermine von Anhalt-Bernburg-Schaumburg-Hoym (1797–1817), eine Tochter von Victor II. Karl Friedrich, Fürst von Anhalt-Bernburg. Aus der gemeinsamen Verbindung gingen zwei Kinder hervor:
- Hermine Amalie Marie (1817–1842), Äbtissin des Theresianischen Damenstiftes in Prag
- Stefan Franz Viktor (1817–1867), Palatin von Ungarn

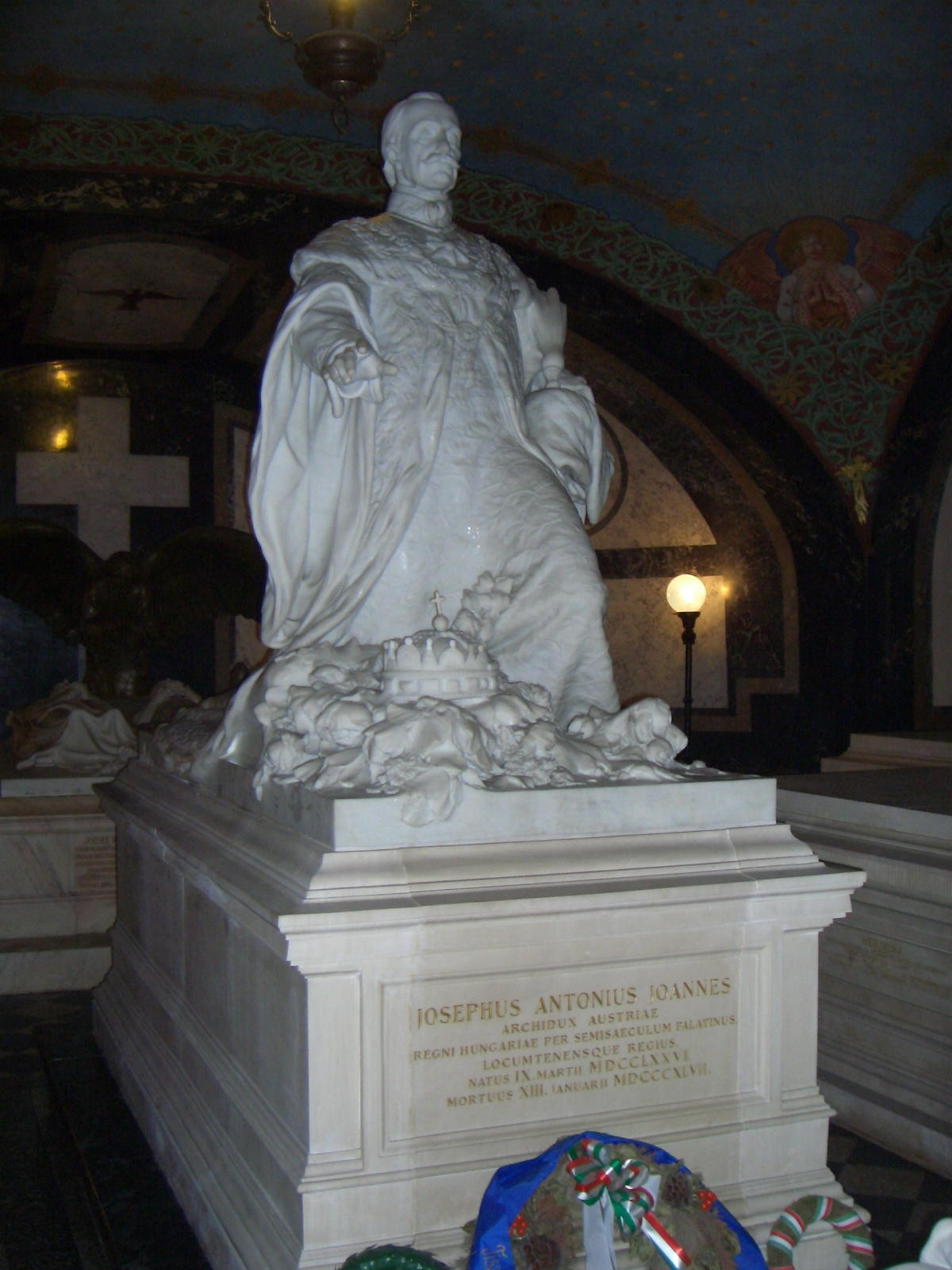
Das Grabmal Josephs in der Palatinusgruft des Burgpalastes von Ofen

Am 24. August 1819 heiratete er in Kirchheim unter Teck die Prinzessin Maria Dorothea von Württemberg (1797–1855), eine Tochter des Prinzen Ludwig von Württemberg. Aus der Ehe gingen fünf Kinder hervor:
- Franziska Marie Elisabeth Karoline (*/† 1820)
- Alexander (1825–1837)
- Elisabeth Franziska Maria (1831–1903)

⚭ 1847 Ferdinand Karl von Österreich-Este (1821–1849)
⚭ 1854 Karl Ferdinand von Österreich (1818–1874)
- Joseph Karl Ludwig (1833–1905)

⚭ 1864 Clotilde von Sachsen-Coburg und Gotha (1846–1927)
- Marie Henriette (1836–1902)

⚭ 1853 Leopold II., König von Belgien (1835–1909)

## Vorfahren
| Ahnentafel Joseph Anton Johann von Österreich | Ahnentafel Joseph Anton Johann von Österreich                                                 | Ahnentafel Joseph Anton Johann von Österreich                                                    | Ahnentafel Joseph Anton Johann von Österreich                                                    | Ahnentafel Joseph Anton Johann von Österreich                                                                             | Ahnentafel Joseph Anton Johann von Österreich                                       | Ahnentafel Joseph Anton Johann von Österreich                                       | Ahnentafel Joseph Anton Johann von Österreich                                                             | Ahnentafel Joseph Anton Johann von Österreich                                               |
| --------------------------------------------- | --------------------------------------------------------------------------------------------- | ------------------------------------------------------------------------------------------------ | ------------------------------------------------------------------------------------------------ | --- | ----------------------------------------------------------------------------------- | ----------------------------------------------------------------------------------- | --- | ------------------------------------------------------------------------------------------- |
| Ururgroßeltern                                | Herzog Karl V. von Lothringen (1643–1690) ⚭ 1678 Eleonore von Österreich (1653–1697)          | Herzog Philippe I. de Bourbon von Orléans (1640–1701) ⚭ 1671 Liselotte von der Pfalz (1652–1722) | Kaiser Leopold I. (1640–1705) ⚭ 1676 Eleonore Magdalene von Pfalz-Neuburg (1655–1720)            | Herzog Ludwig Rudolf von Braunschweig-Wolfenbüttel (1671–1735) ⚭ 1690 Christine Luise von Oettingen-Oettingen (1671–1747) | Louis de Bourbon (1661–1711) ⚭ 1680 Maria Anna Victoria von Bayern (1660–1690)      | Odoardo II. Farnese (1666–1693) ⚭ 1690 Dorothea Sophie von der Pfalz (1670–1748)    | König August II. von Polen (1670–1733) ⚭ 1693 Christiane Eberhardine von Brandenburg-Bayreuth (1671–1727) | Kaiser Joseph I. (1678–1711) ⚭ 1699 Wilhelmine Amalie von Braunschweig-Lüneburg (1673–1742) |
| Urgroßeltern                                  | Herzog Leopold I. von Lothringen (1679–1729) ⚭ 1698 Élisabeth Charlotte d’Orléans (1676–1744) | Herzog Leopold I. von Lothringen (1679–1729) ⚭ 1698 Élisabeth Charlotte d’Orléans (1676–1744)    | Kaiser Karl VI. (1685–1740) ⚭ 1708 Elisabeth Christine von Braunschweig-Wolfenbüttel (1691–1750) | Kaiser Karl VI. (1685–1740) ⚭ 1708 Elisabeth Christine von Braunschweig-Wolfenbüttel (1691–1750)                          | König Philipp V. von Spanien (1683–1746) ⚭ 1714 Elisabetta Farnese (1692–1766)      | König Philipp V. von Spanien (1683–1746) ⚭ 1714 Elisabetta Farnese (1692–1766)      | König August III. von Polen (1696–1763) ⚭ 1719 Maria Josepha von Österreich (1699–1757)                   | König August III. von Polen (1696–1763) ⚭ 1719 Maria Josepha von Österreich (1699–1757)     |
| Großeltern                                    | Kaiser Franz I. Stephan (1708–1765) ⚭ 1736 Maria Theresia von Österreich (1717–1780)          | Kaiser Franz I. Stephan (1708–1765) ⚭ 1736 Maria Theresia von Österreich (1717–1780)             | Kaiser Franz I. Stephan (1708–1765) ⚭ 1736 Maria Theresia von Österreich (1717–1780)             | Kaiser Franz I. Stephan (1708–1765) ⚭ 1736 Maria Theresia von Österreich (1717–1780)                                      | König Karl III. von Spanien (1716–1788) ⚭ 1738 Maria Amalia von Sachsen (1724–1760) | König Karl III. von Spanien (1716–1788) ⚭ 1738 Maria Amalia von Sachsen (1724–1760) | König Karl III. von Spanien (1716–1788) ⚭ 1738 Maria Amalia von Sachsen (1724–1760)                       | König Karl III. von Spanien (1716–1788) ⚭ 1738 Maria Amalia von Sachsen (1724–1760)         |
| Eltern                                        | Kaiser Leopold II. (1747–1792) ⚭ 1765 Maria Ludovica von Spanien (1745–1792)                  | Kaiser Leopold II. (1747–1792) ⚭ 1765 Maria Ludovica von Spanien (1745–1792)                     | Kaiser Leopold II. (1747–1792) ⚭ 1765 Maria Ludovica von Spanien (1745–1792)                     | Kaiser Leopold II. (1747–1792) ⚭ 1765 Maria Ludovica von Spanien (1745–1792)                                              | Kaiser Leopold II. (1747–1792) ⚭ 1765 Maria Ludovica von Spanien (1745–1792)        | Kaiser Leopold II. (1747–1792) ⚭ 1765 Maria Ludovica von Spanien (1745–1792)        | Kaiser Leopold II. (1747–1792) ⚭ 1765 Maria Ludovica von Spanien (1745–1792)                              | Kaiser Leopold II. (1747–1792) ⚭ 1765 Maria Ludovica von Spanien (1745–1792)                |
| Joseph Anton Johann von Österreich            |                                                                                               |                                                                                                  |                                                                                                  | |                                                                                     |                                                                                     | |                                                                                             |